# 陳明通教授論文門

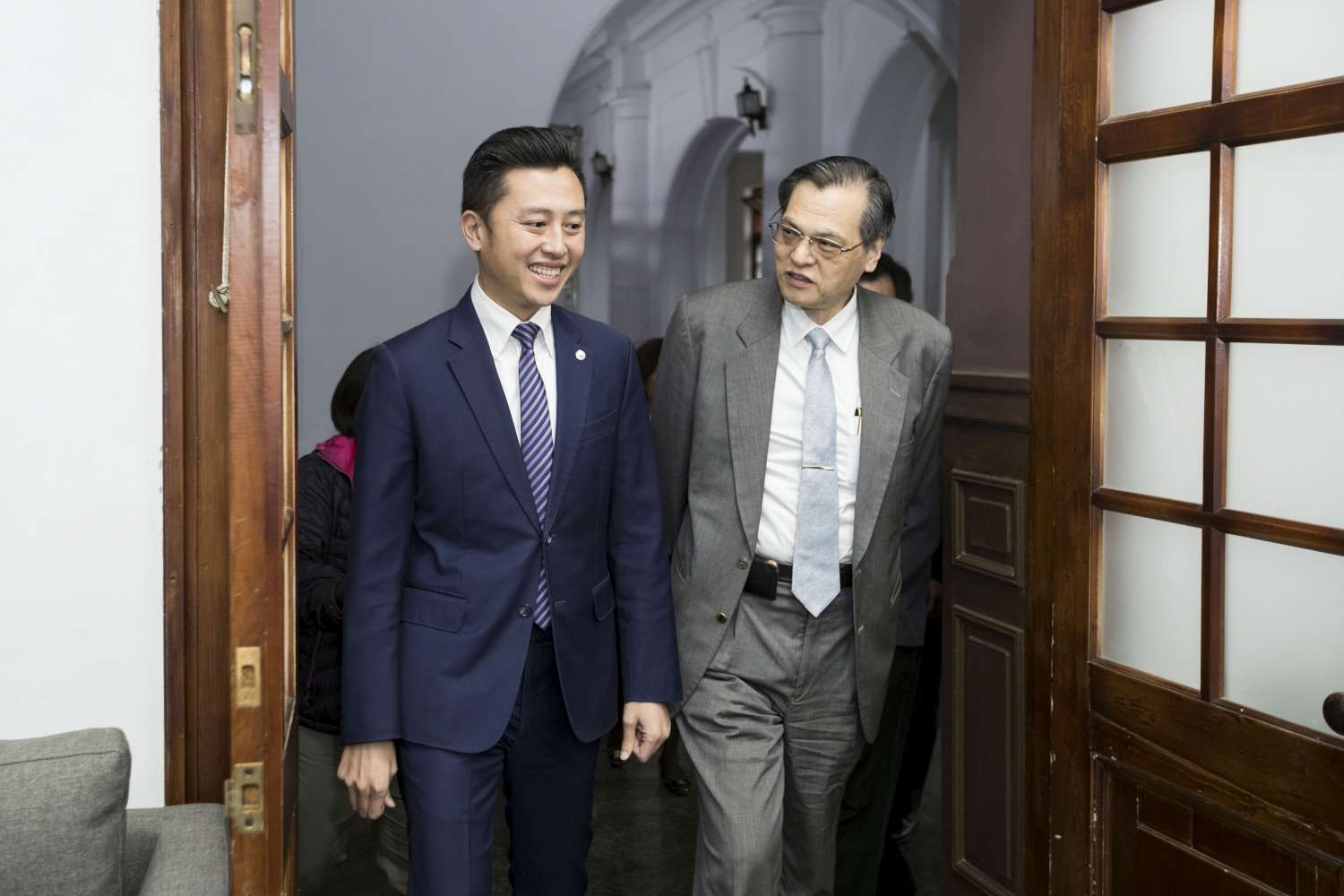
林智堅與陳明通

陳明通教授論文門是2022年被揭露的中華民國政治人物學術腐敗事件，事涉時任中華民國國家安全局局長陳明通曾任國立臺灣大學國家發展研究所教授而捲入學生林智堅（時任新竹市市長）學位論文抄襲事件和學生鄭文燦（時任桃園市市長）學位論文抄襲事件，被檢舉違反學術倫理。

## 指控與回應
2022年12月3日，中國國民黨立法委員馬文君痛批，國安局長對品德的要求尤為重要，論文抄襲接二連三發生，「陳局長」是最暸解「陳教授」做過什麼事的人，應當知所進退。時代力量立法院黨團總召集人兼立法委員邱顯智說，鄭文燦和林智堅指導教授都是陳明通，卻接連爆發抄襲案，顯見指導教授有問題，陳明通難辭其咎，應該徹查，籲相關單位從制度面防範類似事件發生。
2023年3月30日，中央警察大學國境警察學系助理教授兼中華亞太菁英交流協會秘書長王智盛在批踢踢八卦板被揭發，從台大三民主義研究所碩士班與台大國家發展研究所博士班畢業，學位論文指導教授都是陳明通；中華亞太菁英交流協會從蔡英文政府拿到不少補助款，大多是陳明通主政時期的中華民國大陸委員會的經費。